# Margit Pörtner
Margit Pörtner   (Hørsholm, 16 de febrer de 1972 - Dinamarca, 26 d'abril de 2017) fou una jugadora de cúrling danesa que va competir durant la dècada de 1990.
El 1998 va prendre part en els Jocs Olímpics d'Hivern de Nagano, on guanyà la medalla de plata en la competició de cúrling.
En el seu palmarès també destaquen una medalla de plata i una de bronze al Campionat del Món de cúrling i una d'or al Campionat d'Europa. Amb el Hvidovre Curling Club guanyà 5 campionats danesos.